# 白翅鸣鹃鵙
白翅鸣鹃鵙（学名：Lalage tricolor）是山椒鸟科鸣鹃鵙属的一种，分布于澳大利亚大陆，并可能存在在北部的一些岛屿上，包括新几内亚和东印度尼西亚。
白翅鸣鹃鵙在林地中相当常见。体长约16至18厘米，常从地面、树叶和空中捕捉昆虫吃。

## 媒体

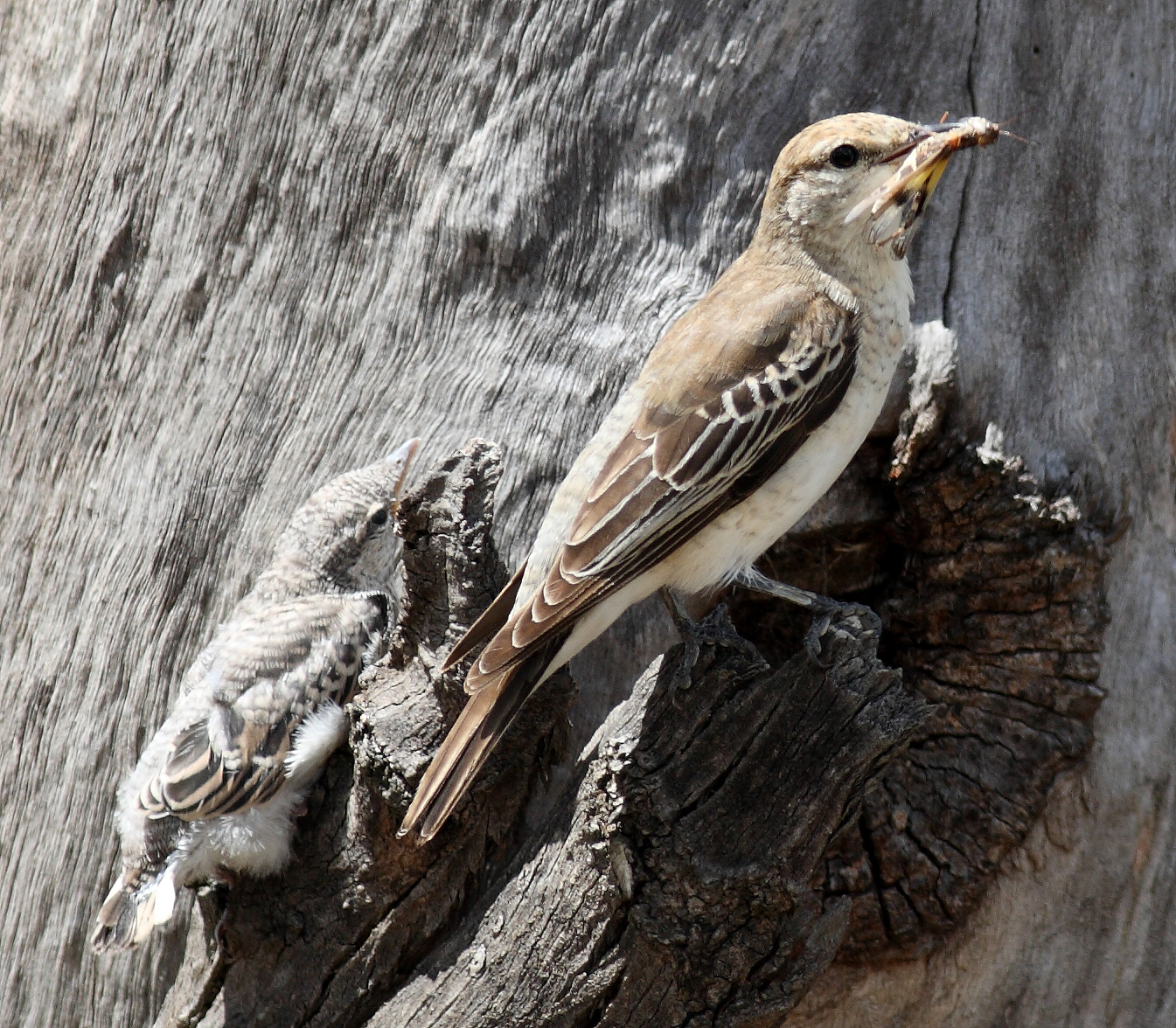
白翅鸣鹃鵙雌鸟以及一只隐藏较深的雏鸟

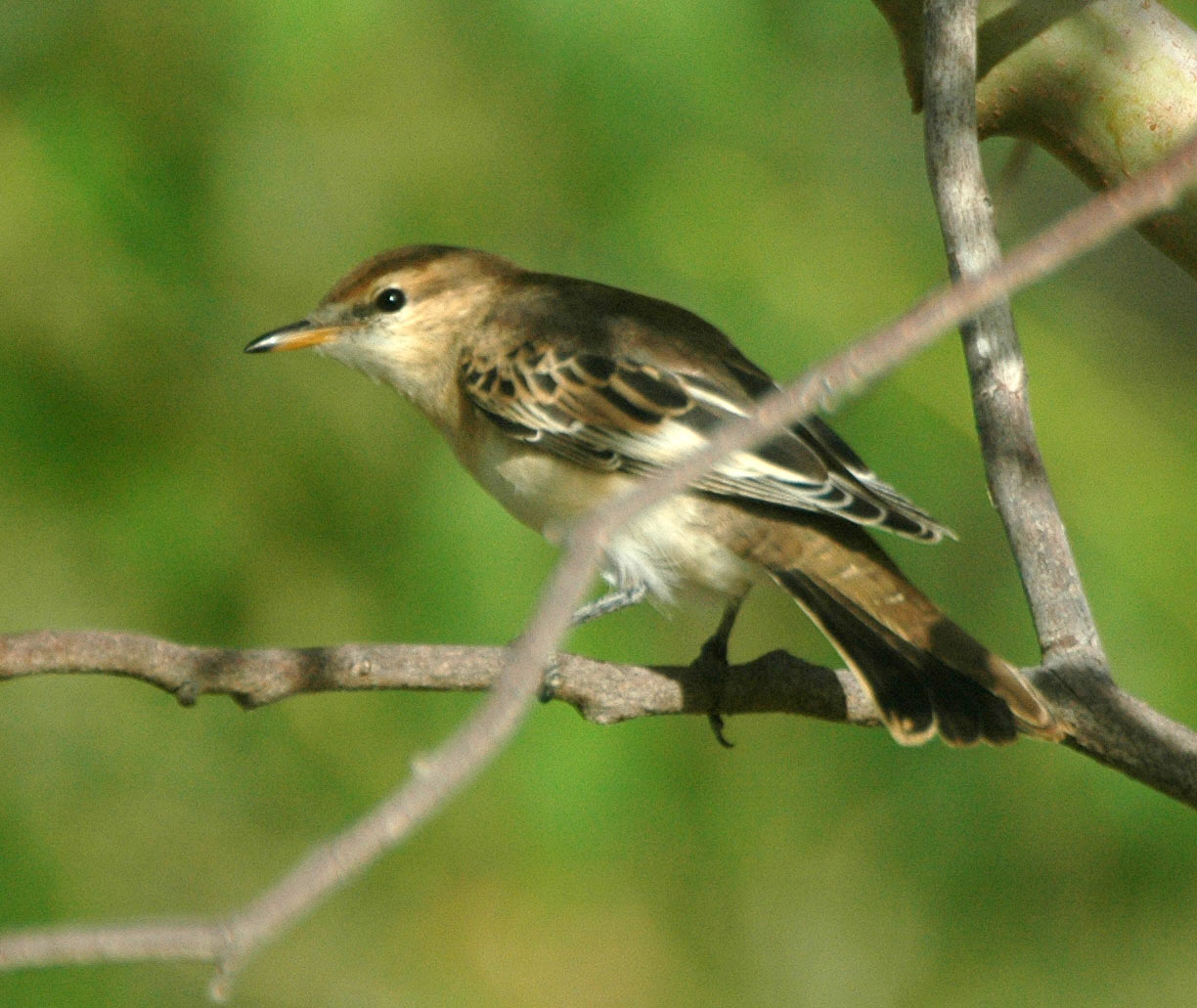
非繁殖季的雄鸟